# Dmitri Pawlowitsch Romanow

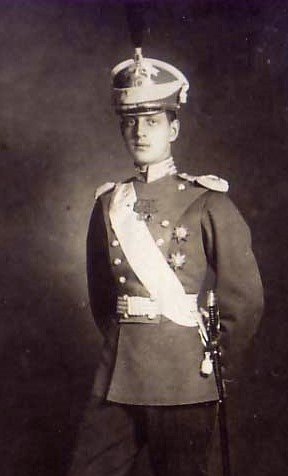
Dmitri Pawlowitsch Romanow, um 1910

Großfürst Dmitri Pawlowitsch Romanow (russisch Дмитрий Павлович Романов; * 6. Septemberjul. / 18. September 1891greg. in Iljinskoje bei Moskau; † 5. März 1942 in Davos) war ein Mitglied des Hauses Romanow-Holstein-Gottorp und Mitverschwörer bei der Ermordung Rasputins.

## Leben
Dmitri war der einzige Sohn von Großfürst Pawel Alexandrowitsch Romanow (1860–1919) und seiner ersten Gattin Prinzessin Alexandra von Griechenland und Dänemark (1870–1891), Tochter des griechischen Königs Georg I. aus dem Haus Holstein-Sonderburg-Glücksburg, und Großfürstin Olga Konstantinowna Romanowa. Väterlicherseits war er ein Enkel des Zaren Alexander II. und Cousin (1. Grades) des letzten Zaren Nikolaus II. Dmitris Mutter starb bei seiner Geburt. Daraufhin wuchsen er und seine Schwester Maria zeitweise bei seinem Onkel Großfürst Sergei Alexandrowitsch Romanow (1857–1905) und dessen Frau Prinzessin Elisabeth von Hessen-Darmstadt (1864–1918), Schwester der Zarin Alix von Hessen-Darmstadt (1872–1918), auf. Als Dmitris Vater 1902 aufgrund seiner Heirat mit Olga von Pistohlkors ins Exil gehen musste, kamen sie erneut zu ihrem Onkel und ihrer Tante in Pflege. Als sein Onkel Sergej, Gouverneur von Moskau, am 17. Februar 1905 bei einem Attentat von Iwan Kaljajew getötet wurde, kam Dmitri zur Zarenfamilie.

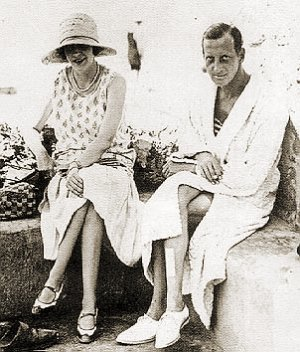
Audrey und Großfürst Dmitri

Er wurde später Offizier und nahm 1912 an den Olympischen Sommerspielen in Stockholm (Springreiten, 9. Platz Einzel, 5. Platz Mannschaft) teil. Vor dem Ersten Weltkrieg hatte er die Idee eines nationalen russischen Sportwettbewerbs; das Konzept wurde später in der Sowjetunion als Spartakiade bezeichnet.
Die Beziehung zum bisexuellen Prinzen Felix Felixowitsch Jussupow erregte im Winter 1912/13 Aufsehen, mit ihm zusammen war er 1916 an der Ermordung Rasputins beteiligt. Nach der Ermordung des Wanderpredigers wurde Dmitri an die persische Front versetzt, was sein Leben rettete.
Die meisten seiner Verwandten wurden von den Bolschewiken erschossen, darunter sein Vater, sein Halbbruder und seine Tante. Mit britischer Hilfe flüchtete er über Teheran und Bombay nach London. In London traf er 1919 Felix Jussupow wieder, der sich von der Presse feiern ließ, derjenige gewesen zu sein, der Rasputin getötet habe. Dmitri arbeitete als Champagner-Verkäufer.
Dmitri war auch ein bekannter Schürzenjäger; unter seinen Affären waren Coco Chanel, Edwina Mountbatten, Vera Karalli und Pauline Fairfax-Potter, die spätere Ehefrau von Philippe de Rothschild. Im Sommer 1920 lernte Dmitri die französische Modeschöpferin Coco Chanel kennen. Ab 1921/22 hatten sie eine Affäre, und Dmitri machte sie mit dem ehemaligen Hofparfümeur der russischen Zaren, Ernest Beaux, in Monte Carlo bekannt, der für sie das Parfüm Chanel No. 5 kreierte.
Am 21. November 1926 heiratete Dmitri die reiche amerikanische Erbin Audrey Emery (1904–1971). Da diese Ehe nicht den Hausgesetzen der Romanows entsprach, verlieh Dmitris Cousin Kyrill Wladimirowitsch Romanow ihr und ihrem Sohn am 28. Juli 1935 den fürstlichen Titel Romanowsky-Ilyinsky. Aus der Ehe, die am 1. Februar 1937 geschieden wurde, ging Sohn Paul (1928–2004) hervor.
Trotz seiner sportlichen Interessen war die Gesundheit von Dmitri oft geschwächt, und in den 1930er Jahren brach seine chronische Tuberkulose aus, die einen Aufenthalt im Sanatorium Schatzalp im schweizerischen Davos erforderlich machte. Dort starb er am 5. März 1942 und wurde auf dem Waldfriedhof in Davos begraben. Nach dem Tod von Dmitris Schwester Maria im Dezember 1958 ließ Marias Sohn, Graf Lennart Bernadotte, Dmitris Überreste aus der Schweiz überführen und beide Geschwister in der Schlosskapelle auf der Insel Mainau im Bodensee bestatten.